# Ворона Володимир Іванович
Ворона Володимир Іванович - український письменник, автор книг на теми збереження довкілля (повість "Одвічний Дух Десни") та історії рідного краю (тетралогія "Хоробор"), а також ряду оповідань.
Народився 25 липня 1956 року в містечку Короп Чернігівської області. В 1973 році закінчив 9 класів Коропської середньої школи і вступив до Конотопського будівельного технікуму транспортного будівництва, який закінчив з червоним дипломом по спеціальності  "Промислове та цивільне будівництво". З 1977 по 1979 роки служив у Радянській армії. З 1979 по 1984 навчався на факультеті "Промислове і цивільне будівництво" Московського інституту інженерів залізничного транспорту. До 1989 року працював на інженерних посадах в будівельному тресті "Мосэлектротягстрой". З 1989 по 1994 рік займався у Москві рекламним бізнесом, був засновником рекламної агенції "КАМІР" та першого на теренах колишнього СРСР Музею реклами, фонди якого налічували близько 5 тисяч одиниць зберігання. В 1996 році повернувся в Україну, оселившись у Чернігівській області, абсолютно свідомо ставши дауншифтером. Займався столярною справою, був директором ТОВ "МДВ" ("Меблі. Двері, Вікна") в смт Ладан Прилуцького району, працював директором комунального підприємства в смт Варва  та на інженерних посадах Гнідинцівського газопереробного заводу.
Літературною роботою почав займатися в 2009 році.
Повість "Одвічний Дух Десни" - 2013 рік, диплом літературної премії ім. В. Нікітіна.
Тетралогія "Хоробор", романи:
"Відступник" - 2017 рік, І місце в номінації "Романи" на конкурсі "Коронація слова" 2018 року.
"Княжа воля" - 2019 рік, диплом конкурсу "Ґранд Коронація" 2021 року.
"Навала" - 2021 рік, диплом конкурсу "Ґранд Коронація" 2021 року.
"Божа кузня" - 2025 рік.
Оповідання:
"Лаванда" - 2012 рік.
Збірка "Анекдотична бувальщина" - 2017 рік.
"Блакитна мрія" - диплом лауреата конкурсу морської прози "Мателот" 2020 року.

Одружений. Має сина.
1. ↑  Колектив авторів (2019). "Коронація слова" науково-довідкове видання на відзначення 20-річчя Міжнародного літературного конкурсу "Коронація слова" 2000 - 2020 (Українська) . м. Київ: "Світ успіху". с. 67, 136. ISBN ISBN 978-617-7324-34-7. {{cite book}}: Перевірте значення |isbn=: недійсний символ (довідка)